# Naranja persa
El naranja persa es un de color utilizado en la cerámica y alfombras persas en Irán. 
El primer uso registrado de naranja persa como un nombre de color en Inglés fue en 1892.  El color naranja persa es característica de los tractores Allis-Chalmers que fueron seleccionados después de una prueba en 1928, ya que aunque estaban cubiertos de tierra, todavía podían distinguirse sus colores en el paisaje.
El budín es de color naranja persa, suponiendo que no se añade ningún colorante.